# Irving Banfield Corey
Irving Banfield Corey, kanadski letalski častnik, vojaški pilot in letalski as, * 30. avgust 1892, Kingscroft, Quebec, † 18. april 1976, Beebe, Quebec.
Poročnik Corey je v svoji vojaški službi dosegel  zračnih zmag.

## Življenjepis
Med prvo svetovno vojno je bil letalski opazovalec na D.H.9.

## Odlikovanja
- Distinguished Flying Cross (DFC)